# Eigenverwaltung (Deutschland)
Die Eigenverwaltung ist laut den §§ 270 ff. der deutschen Insolvenzordnung (InsO) die Möglichkeit eines Schuldners, die Insolvenzmasse unter Aufsicht eines Sachwalters selbst zu verwalten und über sie zu verfügen. Der eigenverwaltende Schuldner wird so gleichsam zum Insolvenzverwalter in eigener Sache.
Die Eigenverwaltung gehörte zu den wesentlichen Neuerungen der 1999 in Kraft getretenen InsO von 1994. Seit einer Änderung der Insolvenzordnung im Jahre 2012 durch das Gesetz zur weiteren Erleichterung der Sanierung von Unternehmen (ESUG) findet diese besondere Form des Insolvenzverfahrens deutlich häufiger Anwendung. Gerade in mittleren und großen Insolvenzfällen hat die Eigenverwaltung inzwischen ihren festen Platz in der deutschen Insolvenz- und Sanierungspraxis gefunden. Einen Sonderfall der (vorläufigen) Eigenverwaltung stellt hierbei das in § 270d InsO geregelte Schutzschirmverfahren dar.
Der Sinn der Eigenverwaltung ist die Nutzung des vorhandenen unternehmerischen Know-hows bei der Sanierung, sofern sich das insolvente Unternehmen bzw. dessen Geschäftsführung nicht vor der Insolvenz durch Missmanagement diskreditiert hat. Regulatives Vorbild der Eigenverwaltung ist das US-amerikanische Sanierungs- oder Reorganisationsverfahren Chapter 11.

## Verfahren und Voraussetzungen
Die InsO regelt die Voraussetzungen einer Anordnung der Eigenverwaltung nur sehr rudimentär. Die Anordnung der Eigenverwaltung setzt gemäß § 270 Abs. 2 InsO lediglich voraus, dass
1. sie vom Schuldner beantragt worden ist und
2. keine Umstände bekannt sind, die erwarten lassen, dass die Anordnung zu Nachteilen für die Gläubiger führen wird.

Kern der Prüfung des Insolvenzgerichts, ob die Eigenverwaltung anzuordnen ist, ist die in § 270 Abs. 2 Nr. 2 InsO vorgesehene sog. Nachteilsprognose. Spricht sich ein vorläufiger Gläubigerausschuss einstimmig für die Anordnung der Eigenverwaltung aus, so gilt die Eigenverwaltung als nicht nachteilig (vgl. § 270b Abs. 3 InsO).
Voraussetzung für die Eigenverwaltung ist damit im Ergebnis das Einverständnis der Gläubiger und/oder eine positive Prüfung durch das Insolvenzgericht. Da das insolvente Unternehmen in der Eigenverwaltung letztlich sein eigener „Insolvenzverwalter“ ist, erfordert die Eigenverwaltung als Grundvoraussetzung stets insolvenzrechtliches Know-how. Daher wird oftmals ein erfahrener Insolvenzverwalter oder Sanierungsexperte für die Dauer des Verfahrens in die Geschäftsführung des Unternehmens berufen; andernfalls wird wenigstens eine laufende insolvenzrechtliche Beratung erforderlich sein. Zudem werden bestimmte Fälle für eine Eigenverwaltung ausscheiden, insbesondere dann, wenn begründetes Misstrauen in die Geschäftsführung besteht, z. B.
- bei offensichtlich zu Tage tretender Insolvenzverschleppung (z. B. in Fällen erheblicher Rückstände gegenüber Sozialversicherungsträgern oder Finanzämtern),
- bei Verletzung von Buchführungspflichten (z. B. mehrmonatigen Buchungsrückständen) oder
- bei fehlender Bereitschaft wesentlicher Geschäftspartner, mit dem Unternehmen weiter zusammenzuarbeiten.

Sofern nicht eine einstimmige Entscheidung des Gläubigerausschusses vorliegt, hat das Insolvenzgericht im jeweiligen Einzelfall zu entscheiden, ob nach seinen Erkenntnissen Nachteile zu befürchten sind (mit dem Ergebnis einer Ablehnung der Eigenverwaltung) oder nicht (dann Anordnung der Eigenverwaltung).

## Aufgabenverteilung zwischen Eigenverwaltung und Sachwalter
Im Unterschied zum regulären Insolvenzverfahren behält der Schuldner in der Eigenverwaltung seine Vermögensverfügungsbefugnis. Der Schuldner ist damit zivilverfahrensrechtlich weiterhin aktiv- und passivlegitimiert; es können ihm gegenüber Verwaltungsakte ergehen. Zudem bleibt die Verantwortlichkeit des Unternehmers bzw. der Geschäftsführers in haftungs- und strafrechtlicher Hinsicht weiterhin bestehen.
Die Rechtsposition des Geschäftsführers als gesetzlicher Vertreter des Schuldners und dessen Verwaltungs- und Verfügungsbefugnis im Außenverhältnis wird auch durch die Anordnung der Eigenverwaltung nicht beschränkt.
Das insolvente Unternehmen bzw. die Eigenverwaltung – verstanden als Einheit aus insolventem Unternehmen und seinen Beratern – hat im Eigenverwaltungsverfahren in weiten Bereichen die Aufgaben eines Insolvenzverwalters auszuüben. Insbesondere hat das insolvente Unternehmen folgende Rechte, aber auch Pflichten:
- Führung der laufenden Geschäfte einschließlich Eingehung von Verbindlichkeiten,
- Ausübung von insolvenzrechtlichen Sanierungsinstrumenten, z. B. Erfüllungswahlrechte gemäß §§ 103 ff. InsO oder Sonderkündigungsrechte gemäß § 109 InsO,
- Ausübung von Verwertungs- und Nutzungsrechten hinsichtlich mit Absonderungsrechten belasteten Gegenständen (§ 282 InsO),
- Vorlage der insolvenzrechtlichen Rechenwerke bei Gericht (§ 281 InsO),
- Erstattung des Berichts gegenüber der Gläubigerversammlung (§ 281 InsO).

Demgegenüber unterliegt das insolvente Unternehmen bei Anordnung der Eigenverwaltung der laufenden Kontrolle durch den Sachwalter, der im Einzelnen folgende Aufgaben hat:
- laufende Überwachung der Geschäftsführung und der wirtschaftlichen Lage des Unternehmens sowie – bei natürlichen Personen – der Ausgaben für die Lebensführung (§ 274 Abs. 2 InsO);
- Mitwirkung an der Eingehung von Verbindlichkeiten durch Zustimmung zu außergewöhnlichen Verbindlichkeiten und durch (Nicht-)Erhebung von Einwänden gegenüber Geschäften gewöhnlichen Umfangs (§ 275 InsO);
- Berechtigung zur Übernahme der Konten- und Kassenführung (§ 275 Abs. 2 InsO);
- nach der Rechtsprechung des Bundesgerichtshofs beratende Begleitung der Eigenverwaltung und frühzeitige Einbindung in wesentliche (Sanierungs-)Maßnahmen,[7]
- Ausübung von insolvenzrechtlichen Sonderbefugnissen, die im Interesse der Gläubiger dem Sachwalter übertragen sind, insbesondere Geltendmachung von Insolvenzanfechtung und Haftungsansprüchen (§ 280 InsO),
- im Falle der Feststellung einer Gefährdung der Gläubiger Pflicht, die sich nachteilig auswirkenden Umstände unverzüglich dem Gläubigerausschuss und dem Insolvenzgericht anzuzeigen (§ 274 Abs. 3 InsO).[8]

Voraussetzung für eine erfolgreiche und zielstrebige Eigenverwaltung ist aufgrund der engen Verknüpfung der Aufgaben von Eigenverwaltung einerseits und Sachwalter andererseits in der Regel eine konstruktive Zusammenarbeit zwischen Unternehmen, Beratern und Sachwalter, wobei der Sachwalter unabhängig von jeglicher enger Zusammenarbeit gleichwohl zur kritischen Überwachung des Unternehmens im Interesse der Gläubiger verpflichtet ist.

## Verfahrensziel
Wenngleich die InsO dies nicht zwingend voraussetzt, wird mit der Eigenverwaltung regelmäßig eine Sanierung angestrebt. Im Verbund mit einem Insolvenzplan (§ 284 InsO) kann die Eigenverwaltung zum Erhalt des Unternehmens beitragen (z. B. auch in der Sonderkonstellation des Schutzschirmverfahrens § 270b InsO). Alternativ kommen aber auch im Fall einer Anordnung der Eigenverwaltung ein Unternehmensverkauf aus der Insolvenzmasse im Wege der sog. „übertragenden Sanierung“ oder Mischformen zwischen Verkauf und Insolvenzplan in Betracht.

## Ende der Eigenverwaltung und Überleitung in das Regel-Insolvenzverfahren
Die Eigenverwaltung endet mit der Aufhebung der Anordnung der Eigenverwaltung in den in § 272 InsO genannten Fällen:
- auf Antrag der Kopf- und Forderungssummenmehrheit der Gläubigerversammlung (§ 272 Abs. 1 Nr. 1 InsO),
- auf Antrag eines Absonderungsberechtigten oder Insolvenzgläubigers, sofern die Eigenverwaltung für die Gläubiger nachteilig geworden ist und dem Antragsteller erhebliche Nachteile drohen (§ 272 Abs. 1 Nr. 2 InsO) oder
- auf Antrag des insolventen Unternehmens (§ 272 Abs. 1 Nr. 3 InsO).

Zeitgleich mit der Aufhebung der Anordnung der Eigenverwaltung hat das Insolvenzgericht einen Insolvenzverwalter zu bestellen, wobei der bisherige Sachwalter gemäß § 272 Abs. 3 InsO zum Insolvenzverwalter bestellt werden kann, was in der Praxis die Regel ist. Mit Bestellung des Insolvenzverwalters wird das Insolvenzverfahren als reguläres Insolvenzverfahren fortgesetzt.
Unabhängig hiervon endet die Eigenverwaltung denknotwendig auch mit einer Aufhebung oder Einstellung des Insolvenzverfahrens.

## Bedeutende Eigenverwaltungsverfahren
In folgenden Insolvenzfällen war – jedenfalls zeitweise – die Eigenverwaltung bzw. die vorläufige Eigenverwaltung angeordnet (Auszug):
- KirchMedia GmbH & Co. KGaA (Insolvenz im Jahr 2002, anfangs in Eigenverwaltung)
- Babcock Borsig AG (Insolvenz im Jahr 2002, anfangs in Eigenverwaltung)
- Neumayer Tekfor GmbH (Insolvenz im Jahr 2012 als Schutzschirmverfahren und Eigenverwaltung)
- Air Berlin PLC & Co. Luftverkehrs KG (Insolvenz im Jahr 2017, anfangs in Eigenverwaltung)
- Galeria Karstadt Kaufhof GmbH (Insolvenz im Jahr 2020 als Schutzschirmverfahren)